# The Above
The Above è il quinto album in studio del gruppo musicale statunitense Code Orange, pubblicato nel 2023.

## Tracce
1. Never Far Apart – 3:53
2. Theatre of Cruelty – 3:58
3. Take Shape (featuring Billy Corgan) – 3:24
4. The Mask of Sanity Slips – 5:08
5. Mirror – 3:59
6. A Drone Opting Out of the Hive – 3:21
7. I Fly – 3:41
8. Splinter the Soul – 3:49
9. The Game – 2:59
10. Grooming My Replacement – 2:54
11. Snapshot – 3:29
12. Circle Through – 2:58
13. But a Dream... – 3:45
14. The Above – 4:18

## Formazione
- Eric "Shade" Balderose – voce, tastiera, programmazione, chitarra
- Reba Meyers – voce, chitarra
- Jami Morgan – voce
- Joe Goldman – basso
- Dominic Landolina – voce, chitarra
- Max Portnoy – batteria